# Algorithme à régions de confiance
Un algorithme à régions de confiance est un algorithme d'optimisation différentiable (l'optimisation dont il est question ici est une branche des mathématiques), destiné à minimiser une fonction réelle définie sur un espace euclidien (par exemple, {\displaystyle \mathbb {R} ^{n}}, l'espace des {\displaystyle n}-uplets de nombres réels, muni d'un produit scalaire) ou, plus généralement, sur un espace hilbertien. L'algorithme est itératif et procède donc par améliorations successives. Au point courant, l'algorithme effectue un déplacement qui est obtenu en minimisant un modèle simple de la fonction (par exemple quadratique) sur une région de confiance (généralement une boule dont le rayon est appelé le rayon de confiance du modèle). Le rayon de confiance est ajusté de manière à faire décroître suffisamment la fonction à chaque itération, mais à rester assez petit pour que le modèle simple reste acceptablement valable.
Cette approche algorithmique peut être vue comme une technique de globalisation, c'est-à-dire une méthode permettant d'obtenir la convergence des itérés (sous certaines conditions) quel que soit l'itéré initial choisi. Elle s'apparente ainsi aux algorithmes à directions de descente en améliorant légèrement (mais parfois de manière décisive) leurs résultats de convergence. La conception des algorithmes à régions de confiance est cependant plus compliquée que celle des algorithmes à directions de descente, ce qui limite parfois leur application (par exemple aux grands problèmes de moindres-carrés sans possibilité de calcul de la jacobienne des résidus). 
Le principe des régions de confiance est très général et s'étend (parfois avec peine) à d'autres problèmes classiques de l'optimisation : optimisation non lisse, optimisation avec contraintes, etc.

## Principes de l'algorithme
Soient {\displaystyle \mathbb {E} } un espace hilbertien (produit scalaire noté {\displaystyle \langle \cdot ,\cdot \rangle } et norme associée notée {\displaystyle \|\cdot \|}) et {\displaystyle x\in \mathbb {E} \mapsto f(x)\in \mathbb {R} } une fonction différentiable. On note {\displaystyle f'(x)} et {\displaystyle \nabla f(x)} la dérivée et le gradient de {\displaystyle f} en {\displaystyle x,} si bien que
{\displaystyle \forall \,d\in \mathbb {E} :\qquad f'(x)\cdot d=\langle \nabla f(x),d\rangle .}
Contrairement à la méthode de recherche linéaire, la méthode région de confiance permet de résoudre un sous-programme quadratique sous contrainte quadratique pour déterminer la direction {\displaystyle d\in \mathbb {R} ^{n}}

## Comparaison avec les algorithmes avec recherche linéaire
| Recherche linéaire | Région de confiance                                                                                               |
| --- | --- |
| On se donne une direction de descente {\displaystyle d_{k}} de {\displaystyle f} en {\displaystyle x_{k}}              | On se donne un modèle {\displaystyle \psi _{k}} de {\displaystyle f} en {\displaystyle x_{k}}                     |
| On adapte le pas {\displaystyle \alpha _{k}>0} le long de {\displaystyle d_{k}} pour faire décroître {\displaystyle f} | On adapte le rayon de confiance {\displaystyle \Delta _{k}>0} pour faire décroître {\displaystyle f}              |
| Le déplacement {\displaystyle s_{k}=\alpha _{k}d_{k}} est aligné sur {\displaystyle d_{k}} (recherche linéaire)        | Le déplacement {\displaystyle s_{k}} change d'orientation avec {\displaystyle \Delta _{k}} (recherche curviligne) |
| Facile à mettre en œuvre                                                                                               | Difficile à mettre en œuvre                                                                                       |
| Résultats de convergence faibles                                                                                       | Résultats de convergence renforcés                                                                                |

### Ouvrage de référence
- (en) A. R. Conn, N. I. M. Gould, Ph. L. Toint (2000). Trust-Region Methods. MPS-SIAM Series on Optimization 1. SIAM and MPS, Philadelphia.